# باول نيومان
باول نيومان (10 يناير 1959 في المملكة المتحدة - ) (بالإنجليزية: Paul Newman)‏ هو لاعب كريكت بريطاني. لعب مع نادي مقاطعة ديربيشاير للكريكت ‏ ونادي مقاطعة دورهام للكريكت ‏ ونادي مقاطعة ستافوردشاير للكريكت ‏.